# Hirosaki
Hirosaki (jap. 弘前市 Hirosaki-shi) – miasto w Japonii położone w prefekturze Aomori, w północnej części wyspy Honsiu. Miasto ma powierzchnię 524,20 km². W 2020 r. mieszkało w nim 168 466 osób, w 70 743 gospodarstwach domowych  (w 2010 r. 183 473 osoby, w 69 909 gospodarstwach domowych) .
W Hirosaki rozwinął się przemysł spożywczy, drzewny, chemiczny oraz włókienniczy.
W 1949 r. powstał w mieście uniwersytet.